# КК Хапоел Еилат
КК Хапоел Еилат (хебр. הפועל אילת) је израелски кошаркашки клуб из Еилата. Тренутно се такмичи у Суперлиги Израела.

## Историја
Клуб је основан 1970. године. У сезони 1996/97. клуб бележи први већи успех пласманом у полуфинале плејофа израелског првенства. Већ наредне сезоне иду корак даље и стижу до финала плејофа где су поражени поново од Макабија.
У Купу Израела најбољи резултат имају у сезони 2013/14. када стижу до финала где су поражени од Макабија резултатом 80:73.

## Успеси
- Првенство Израела
  - Другопласирани (1) :  1998.

- Куп Израела
  - Финалиста (1) :  2014.

- Лига куп Израела
  - Финалиста (1) :  2021.

## Познатији играчи
- Терико Вајт
- Лери О'Бенон